# Заборье (Брянская область)
Заборье — село Макаричского сельского поселения Красногорского района Брянской области, в 12 километрах к северо-востоку от Красной Горы, на реке Олешне в 2 километрах от её впадения в Беседь.

## История
Впервые упоминается с первой половины XVI века; в XVIII веке — село, владение Киево-Печерской лавры, в составе Попогорской волости (на территории Новоместской сотни Стародубского полка). По первой переписи Малороссии 1723 года в селе проживало: казаков 8 дворов; крестьян лавры 33 двора, бобылей 25 хат. В 1781 году по распоряжению графа Румянцова, перед открытием наместничеств, было сделано статистическое описание Малороссии, по которой в селе Заборье числилось казаков 8 дворов, 8 хат и бездворных 1 хата; крестьян лавры 118 дворов, 120 хат и 6ездворных 30 хат. Во второй половине XVIII века в селе Заборье уже действовал деревянный храм во имя Святителя Николая Архиепископа Мир Ликийских. Максимальное число жителей 3440 человек наблюдалось в селе в 1894 году, количество дворов в это время превысило 500. В те годы, как отмечает А. И. Ханенко в «Описании местностей Черниговской губернии в пределах бывшего Стародубского полка», в этом селе работала земская школа и проводились четыре ярмарки в год. Столько же ярмарок в это время проводилось в городе Клинцы. В 1905 в Заборье был открыт детский приют.
В 1892 году в селе в последний раз был перестроен Храм Святителя Николая. В период гонений на церковь в 30-е годы XX века в Заборье были арестованы священнослужители: Евгений Кирович Демченко (в 1931-м), Василий Иосифович Грибанов (в 1937-м), Федот Алексеевич Мельников (в 1937-м). Тогда же Храм Святителя Николая был закрыт, и в дальнейшим его здание использовалось для хозяйственных нужд. В мае 1952 года здание было уничтожено пожаром. Среди местных жителей ходили слухи, что «церковь, использовавшуюся как склад сельпо, специально подожгли, чтобы таким образом скрыть недостачу». В 1989 году священники Храма Святителя Николая, подвергшиеся в 30-е годы репрессиям, были реабилитированы прокуратурой Брянской области.
Административно с 1782 по 1921 село Заборье состояло в Суражском уезде (с 1861 — центр Заборской волости); в 1921—1929 в Клинцовском уезде (волостной центр). С 1929 по 1994 год село находилось в Заборском сельсовете Красногорского района, с 1994-го по 2005-й — Медведевском сельсовете (вошедшим в 2005 году в Макаричское сельское поселение).
В середине XX века в селе работали колхозы «Новый путь», «Новая Липовка», имени XVII партсъезда; действовал ручной маслосырзавод, пункт бытового обслуживания, ветеринарный пункт.
Основная часть жителей села была отселена после аварии на Чернобыльской АЭС в 80-90-х годах XX века. Накануне катастрофы в Заборье проживало свыше 2000 человек. Жители, отселенные в 1980—1990-х годах, проживают преимущественно в Никольской Слободе Жуковского района, поэтому сельсовет там был назван 3аборско-Никольским (в 2005 году вошёл в Заборско-Никольское сельское поселение, в 2020 году упразднён в результате преобразования Жуковского района в муниципальный округ).

## Население
| 2010 | 2013 |
| ---- | ---- |
| 41   | ↘28  |

3440 человек (1897).